# Astylosternus occidentalis
Astylosternus occidentalis är en groddjursart som beskrevs av Parker 1931. Astylosternus occidentalis ingår i släktet Astylosternus och familjen Arthroleptidae. IUCN kategoriserar arten globalt som livskraftig. Inga underarter finns listade.